# Герб Кошице
Герб Кошице — официальный символ города Кошице, Словакия.
Кошице (венг. Kassa, лат. Cassovia) — один из первых городов в Европе, которому был предоставлен собственный герб. Он был дарован королём Людовиком I Великим в замке Диошдьёр в окрестностях современного Мишкольца в 1369 году. После первого пожалования герб города три раза дополнялся, пока в 1502 году не приобрёл современный вид.

## История
Описание первого герба, дарованного Людовиком I: щит семикратно пересечён на серебро и червлень, в синей главе — три золотые геральдические лилии.
Второй раз герб городу был пожалован в 1423 году королем Сигизмундом Люксембургским и подтверждал использование герба в том виде, в каком он был пожалован в 1369 году.
Третий раз герб был пожалован в 1453 году королём Венгрии Ладиславом Постумом. В этом варианте герб был увенчан золотой короной.
Четвёртый герб пожалован в 1502 году королём Владиславом II Ягеллоном, при этом был значительно дополнен. В левой половине поля щита была размещена половина польского орла. В оконечности герба была размещена червлёно-золотая перевязь в синем поле, сопровождаемая одной золотой лилией вверху, и двумя внизу. Это изображение был взято с герба жены Владислава II Анны де Фуа.
Красные и серебряные полосы на гербе Кошице происходят от средневекового герба венгерской династии Арпад; геральдические лилии указывают на Анжуйскую династию Капетингов; серебряный орел — на династию Ягеллонов.

## Современное состояние
Согласно официальным указаниям, герб должен отображаться в полном виде, как он изображён на грамоте о даровании герба от 1502 года, при этом до 1989 года использовалась малая форма, без украшений вокруг герба. Герб Кошице включён в число национальных культурных памятников Словакии. Статуя муниципального герба (работа словацкого скульптора Арпада Рачко) была торжественно открыта в декабре 2002 года на Главной улице (Hlavná ulica).

Самая старая форма герба (1369 года) была утверждена городской управой как герб Старого города Кошице. 

Герб 1369 года
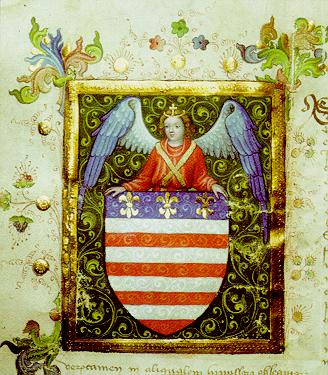
Герб 1423 года
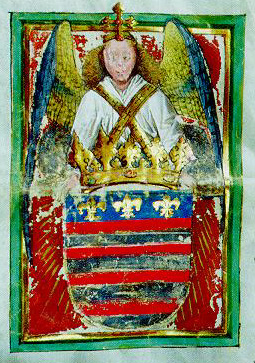
герб 1453 года
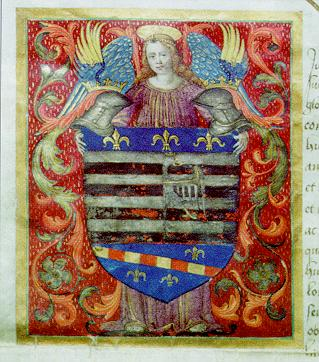
Герб 1502 года